# Свети Пантелеймон (Хума)
Вижте пояснителната страница за други значения на Свети Пантелеймон.
„Свети Пантелеймон“ (на македонска литературна норма: „Свети Пантелејмон“) е възрожденска православна църква в гевгелийското село Хума, Северна Македония, част от Повардарската епархия на Македонската православна църква.

## Местоположение
Църквата е гробищен храм, разположен в северния край на селото.

## Описание
Изградена е в XIX век. Състоянието на храма е тежко – повредена е покривната конструкция и таванът, както и стенописите и иконите. В края на XX век е реконструирана камбанарията и покривът на сградата. В нея са върнати и иконите, които след изоставянето на Хума са пренесени в Щипския музей. Стенописите датират от времето на изграждане на храма.
В двора на църквата има българско военно гробище от Първата световна война.